# Ranma ½
Ranma ½ (jap. らんま1/2 Ranma nibun no ichi) – manga autorstwa Rumiko Takahashi, publikowana na łamach magazynu „Shūkan Shōnen Sunday” wydawnictwa Shōgakukan od sierpnia 1987 do marca 1996. Całość liczy łącznie 38 tomów. W serii nie brak miłosnych awantur, trójkątów i czworokątów uczuciowych, a także walk między bohaterami. Obfituje ona również w humor sytuacyjny i zabawnych bohaterów.
Na podstawie mangi Studio Deen stworzyło 161-odcinkowy serial anime, który emitowano od kwietnia 1989 do września 1992. Ponadto wyprodukowano trzy filmy animowane oraz 12 odcinków OVA. W grudniu 2011 na antenie Nippon TV premierę miał telewizyjny film live action. Premiera nowej adaptacji anime, za produkcję której odpowiada studio MAPPA, odbyła się w październiku 2024.
W Polsce manga ukazała się częściowo nakładem wydawnictwa Egmont. Licencję na wydanie mangi nabyło także wydawnictwo Japonica Polonica Fantastica, które wydaje ją od maja 2021 w 20-tomowym wydaniu zbiorczym. Filmy animowane i OVA zostały wydane pod koniec lat 90. przez Manta na VHS, w wersji angielskiej na licencji Kiseki Films. Remake dostępny jest od 5 października 2024 na Netflix Polska.
Seria rozeszła się w ponad 55 milionach egzemplarzy, co czyni ją jedną z najlepiej sprzedających się mang wszech czasów.

## Fabuła
Ranma ½ to opowieść o młodym chłopcu Ranmie Saotome, który po niefortunnym treningu w pobliżu przeklętych źródełek leżących w Chinach po każdym kontakcie z zimną wodą zmienia się w dziewczynę. Jego ojciec, Genma, także ofiara wodnej klątwy, po zmoczeniu przybiera postać gigantycznej pandy. Na szczęście proces ten można odwrócić za pomocą gorącej wody. Ojciec Ranmy w młodości zawarł umowę ze swym przyjacielem, Sounem Tendo o przyszłym małżeństwie Ranmy z jedną z córek Souna. Młodemu Saotome dostaje się narzeczona, dość narwana, bardzo zazdrosna, a ponadto także trenująca sztuki walki, Akane. Na domiar złego szybko pojawiają się nowe postacie, które skutecznie utrudniają życie Ranmie. Połowa z nich także zażyła kąpieli w przeklętych źródełkach, w efekcie przez ekran przewija się dość pokaźny zwierzyniec (prosiak, kaczka, kot). Całość uzupełnia malownicza postać starego mistrza panów Tendo i Saotome – Happosaia – niepokonanego i złośliwego dziadka, którego największą w życiu namiętnością jest kradziona damska bielizna.

## Bohaterowie
- Ranma Saotome (jap. 早乙女乱馬 Saotome Ranma), jako dziewczyna Ranma (jap. らんま)

Seiyū: Kappei Yamaguchi (chłopak), Megumi Hayashibara (dziewczyna) 
Ma 16 lat. We wczesnych latach życia jego ojciec – Genma – zdecydował, że wychowa go na „mężczyznę między mężczyznami”. Jeżeli miało mu się to nie powieść, popełniłby wraz z synem samobójstwo. Genma niezbyt dobrze traktował syna, więc Ranma przeważnie stara mu się to odpłacić przy każdej okazji, jaka się przydarzy. W ramach treningu na przestrzeni lat wyruszał wraz z ojcem w liczne podróże. Podczas ostatniej z nich odwiedzili Jusenkyo w Chinach – przeklęte źródła. Każde ze źródełek ma osobną, tragiczną historię o osobie lub zwierzęciu, która się w nim utopiła. Teraz każdy, kto wpadnie do źródła zamienia się w taką istotę. Ranma wpada do Źródła Utopionej Dziewczyny (Nannichuan) i za każdym razem, kiedy ma kontakt z zimną wodą, przybiera postać dziewczyny. Gorąca woda odwraca przemianę. Po powrocie z Chin, Ranma z ojcem zamieszkują w domu Souna Tendo – przyjaciela Genmy. Tam, Ranma ma wybrać sobie narzeczoną spośród trzech córek Souna. Dwie starsze, Kasumi i Nabiki, narzucają mu wybór najmłodszej – Akane, ze względu na ten sam wiek obojga nastolatków. Początkowo, Ranma i Akane się nienawidzą, jednak powoli i stopniowo zakochują się w sobie. Ranma panicznie boi się kotów. Oprócz Akane, główny bohater ma także inne narzeczone – chińską amazonkę Shampoo, dawną przyjaciółkę – Ukyo oraz samozwańczą „narzeczoną” – Kodachi Kuno. W dziewczęcej postaci Ranmy zakochany jest Tatewaki Kuno który nazywa ją dziewczyną z warkoczem (w angielskiej wersji Pigtailed girl).
- Akane Tendo (jap. 天道あかね Tendō Akane)

Seiyū: Noriko Hidaka 
Najmłodsza córka Souna Tendo, która została wyznaczona przez siostry na narzeczoną Ranmy Saotome. Tak jak główny bohater, ma 16 lat. Na początku jest zakochana w Doktorze Tofu i cierpi, gdyż ten jest mocno zadurzony w jej siostrze – Kasumi. Gdy poznaje Ranmę, zapomina o uczuciu do doktora. Stopniowo ją i Ranmę zaczyna łączyć coraz większe uczucie, które ostatecznie przeradza się w miłość. Akane, zanim jeszcze poznała głównego bohatera, cieszyła się dużym zainteresowaniem płci przeciwnej. Gdy przy jej boku pojawił się Ranma, większość adoratorów zaniechała prób zdobycia Akane, z wyjątkiem Tatewakiego Kuno. Dziewczyna, jako jedyna z córek Souna trenuje sztuki walki. Jest oto jeden z powodów dla których Ranma przezywa ją od chłopczycy i często mówi, że jest zbyt umięśniona lub gruba, co niesamowicie ją drażni. Mimo to, zdarzają się momenty kiedy dziewczyna zachowuje się spokojnie, głównie wtedy gdy Ranma ją komplementuje. Akane gotuje na tyle źle, że praktycznie otruwa wszystkich poczęstowanych. Jej narzeczony często ostrzega przed tym osoby, które mają spróbować jej potraw, co także wytrąca dziewczynę z równowagi. Zupełnie nie potrafi pływać, nawet z kołem ratunkowym. Ma zwierzątko – prosiaczka „Pigusia”, który regularnie pojawia się i znika. W rzeczywistości jest to Ryoga Hibiki – rywal Ranmy, który jest w niej zakochany. Akane często zabiera go ze sobą na noc do łóżka, co bardzo drażni Ranmę.
- Nabiki Tendo (jap. 天道なびき Tendō Nabiki)

Seiyū: Minami Takayama 
Ma 17 lat i jest środkową spośród sióstr Tendo. Kocha pieniądze. Zawsze znajduje okazje na ich zarobienie, a nowe źródła zarobku zdobywa z łatwością. Sprzedaje półnagie zdjęcia żeńskiej Ranmy Tatewakiemu Kuno. Nabiki często wykorzystuje problemy innych dla pieniędzy lub własnej rozrywki. Dziewczyna jest bardziej zżyta z Kasumi, niż Akane ponieważ spędza z nią więcej czasu.
- Kasumi Tendo (jap. 天道かすみ Tendō Kasumi)

Seiyū: Kikuko Inoue 
Ma 19 lat i jest najstarszą córką Souna. Kasumi, w przeciwieństwie do Akane jest bardzo spokojna i kobieca. Po śmierci matki przejęła rolę gospodyni w domu. Do jej zadań należy między innymi gotowanie, pranie, prasowanie, robienie zakupów i sprzątanie w domu. Kasumi jest bardzo wrażliwa i często boi się o innych – swoją rodzinę, a nawet czasami też o Ranmę. W Kasumi zakochany jest Doktor Tofu, jednak ona o tym nie wie. Akane często traktuje siostrę podobnie jak traktowałaby matkę, a Kasumi zawsze troszczy się o wszystkich.
- Genma Saotome (jap. 早乙女玄馬 Saotome Genma)

Seiyū: Kenichi Ogata 
Ojciec Ranmy, który postanowił wychować syna na zdolnego karatekę. Podczas wypraw treningowych często zawierał umowy z innymi ojcami, dotyczące ślubu Ranmy z ich córkami (zwykle robił to po zaoferowaniu mu w zamian jedzenia – tak było w przypadku Ukyo). Ostatecznie chce by jego syn poślubił Akane, dzięki czemu będzie mógł w przyszłości prowadzić dojo. Genma po kontakcie z zimną wodą zmienia się w pandę (porozumiewa się wtedy za pomocą tabliczek z napisami).
- Nodoka Saotome (jap. 早乙女 のどか Saotome Nodoka)

Seiyū: Masako Ikeda 
Matka Ranmy i żona Genmy. Nie widziała syna i męża od ponad dekady, kiedy obaj wyruszyli na swój trening. Przed ich wyjazdem zawarła pakt z Genmą że wychowa Ranmę na „mężczyznę wśród mężczyzn”; jeśli by im się to nie udało, mieli popełnić rytualne seppuku. W tym celu Nodoka zawsze ma przy sobie katanę. W strachu przed odkryciem jego klątwy i potencjalną możliwością popełnienia samobójstwa, Ranma udaje przed Nodoką kuzynkę Akane, „Ranko”, natomiast Genma zwierzaka Ranko, pandę.
- Soun Tendo (jap. 天道早雲 Tendō Soun)

Seiyū: Ryūsuke Ōbayashi 
Ojciec Akane, Nabiki i Kasumi.
- Ryoga Hibiki (jap. 響 良牙 Hibiki Ryōga)

Seiyū: Kōichi Yamadera 
Znajomy Ranmy z dzieciństwa. Podążał za nim, aby stoczyć z nim pojedynek. Będąc w Chinach, został przypadkowo wepchnięty przez Ranmę do jednego z przeklętych źródeł, Źródła Utopionej Świnki. Od tego czasu podąża za Ranmą w celu zemszczenia się na nim. Ma bardzo kiepską orientację w terenie oraz skłonność do dramatyzowania i popadania w depresję. Na przestrzeni czasu staje się najpierw rywalem, a potem nawet przyjacielem Ranmy. Pod postacią świnki jest ulubionym zwierzątkiem Akane, w której się podkochuje. W tej formie jest przez nią nazywany „Piguś”. Przez większość czasu w mandze i anime błądzi po całej Japonii i dramatyzuje na różne tematy, najczęściej na temat Akane.
- Tatewaki Kuno (jap. 響 良牙 Kunō Tatewaki)

Seiyū: Hirotaka Suzuoki 
Pochodzi z bogatej rodziny. Ma 17 lat i chodzi do tej samej klasy, co Nabiki Tendo. Jest wojownikiem kendo. Podkochuje się jednocześnie w Akane i w żeńskiej postaci Ranmy, którą nazywa „swoją boginią z warkoczem” (w wersji angielskiej Pigtailed girl – dziewczyna z warkoczem). Kupuje półnagie zdjęcia żeńskiej Ranmy od Nabiki. Często wysyła też swojego służącego ninję – Sasuke (ta postać nie występuje w mandze), aby fotografował Ranmę i Akane lub załatwiał za niego uciążliwe zadania.
- Kodachi Kuno (jap. 九能小太刀 Kunō Kodachi)

Seiyū: Saeko Shimazu 
Młodsza siostra Tatewakiego. Kodachi trenuje gimnastykę artystyczną. Jest mocno zadurzona w Ranmie i twierdzi, że jest jego narzeczoną. Zazwyczaj próbuje go unieruchomić środkami nasennymi, porwać i poślubić. Jest zdeterminowana, żeby osiągnąć każdy cel, jaki sobie wyznaczy. Jej znakami rozpoznawczymi są czarne róże i wysoki, maniakalny śmiech.
- Shampoo (jap. シャンプー Shanpū)

Seiyū: Rei Sakuma 
Chińska Amazonka. W trakcie feralnej wyprawy treningowej do Chin Ranma i Genma trafili do jej wioski. Trwał w niej wtedy turniej walk, w którym główną nagrodą było jedzenie. Nieświadomi tego syn i ojciec zjedli całą nagrodę należną Shampoo. Aby wyrównać rachunki Ranma w żeńskiej postaci walczy i wygrywa z Shampoo. Zgodnie z prawem amazonek muszą one ścigać kobietę, która je pokona aż do śmierci którejś ze stron. Jeżeli to mężczyzna je pokona, muszą go poślubić. Zatem na początku Shampoo ściga Ranmę „dziewczynę”, ale Ranma także pokonuje Shampoo także w męskiej postaci. Gdy dowiaduje się, że żeńska Ranma i męski Ranma to ta sama osoba, decyduje się go poślubić. W związku z tym zamieszkuje na stałe niedaleko domu Tendów. Później, dołącza się do niej jej prababka – Cologne, która wspiera ją w próbach zdobycia serca chłopaka. W międzyczasie podczas walki z Cologne Shampoo wpadła do jednego z przeklętych źródeł i od tego czasu zamienia się pod wpływem zimnej wody w różową kotkę.
- Mousse (jap. ムース Mūsu)

Seiyū: Toshihiko Seki 
Niedowidzący wojownik, zakochany w Shampoo. Nosi bardzo grube okulary. Uważa Ranmę za swojego największego wroga, stara się go pokonać „techniką ukrytych broni”, która polega na atakowaniu za pomocą schowanych w rękawach lin, łańcuchów, szabli, a czasem innych, dość śmiesznych, gadżetów – np. gumowych zabawek. Pod wpływem wody zmienia się w dziką kaczkę.
- Happosai (jap. 八宝斉 Happōsai)

Seiyū: Ichirō Nagai 
Twórca szkoły „walki czym popadnie”, której adeptami są Genma i Soun. Stary mistrz dwóch ostatnich, darzony przez nich głównie strachem i nienawiścią z powodu złego traktowania w czasie treningu (który polegał głównie na pomaganiu mu w jego wybrykach). Jest w podobnym wieku, co Cologne, gdyż znają się z nią z młodości. Nałogowy zboczeniec, uwielbia podglądać młode dziewczyny i kraść ich bieliznę Odcięty od tych rzeczy szybko traci siły.
- Ukyo Kuonji (jap. 久遠寺右京 Kuonji Ukyō)

Seiyū: Hiromi Tsuru 
Koleżanka Ranmy z dzieciństwa i jego była narzeczona. Świetnie gotuje, prowadzi nawet własną restaurację. Jej specjalnością są okonomiyaki, czyli japoński odpowiednik pizzy. Ranma nazywa ją zdrobniale „Ukiś”.

## Manga
Pierwszy rozdział mangi ukazał się 19 sierpnia 1987 (numer 36/1987) w magazynie „Shūkan Shōnen Sunday” wydawnictwa Shōgakukan, po zakończeniu wcześniejszej serii Takahashi, Urusei Yatsura. Cotygodniowa publikacja zakończyła się 6 marca 1996 (numer 12/1996). Całość została zebrana w 38 tankōbonach, wydawanych od 18 marca 1988 do 18 maja 1996. Między 18 kwietnia 2002 a 18 października 2003 manga została wydana ponownie w edycji shinsōban, natomiast od 15 lipca 2016 do 18 stycznia 2018 ukazywała się 20-tomowa edycja wide-ban.
W Polsce pierwsze 28 tomów zostało wydanych nakładem wydawnictwa Egmont. Licencję na edycję wide-ban nabyło z kolei wydawnictwo Japonica Polonica Fantastica, które wydaje ją od 18 maja 2021.
| Nr | Język japoński       | Język japoński     | Język polski     | Język polski           |
| Nr | Data wydania         | ISBN               | Data wydania     | ISBN                   |
| -- | -------------------- | ------------------ | ---------------- | ---------------------- |
| 1  | 18 marca 1988        | ISBN 4-09-122031-2 | sierpień 2004    | ISBN 978-83-237-9164-5 |
| 2  | 18 kwietnia 1988     | ISBN 4-09-122032-0 | październik 2004 | ISBN 978-83-237-9165-2 |
| 3  | 18 czerwca 1988      | ISBN 4-09-122033-9 | grudzień 2004    | ISBN 978-83-237-9166-9 |
| 4  | 18 sierpnia 1988     | ISBN 4-09-122034-7 | luty 2005        | ISBN 978-83-237-9167-6 |
| 5  | 18 października 1988 | ISBN 4-09-122035-5 | kwiecień 2005    | ISBN 978-83-237-9168-3 |
| 6  | 13 grudnia 1988      | ISBN 4-09-122036-3 | czerwiec 2005    | ISBN 978-83-237-9169-0 |
| 7  | 18 maja 1989         | ISBN 4-09-122037-1 | wrzesień 2005    | ISBN 978-83-237-9170-6 |
| 8  | 18 sierpnia 1989     | ISBN 4-09-122038-X | listopad 2005    | ISBN 978-83-237-9171-3 |
| 9  | 18 listopada 1989    | ISBN 4-09-122039-8 | styczeń 2006     | ISBN 978-83-237-9172-0 |
| 10 | 17 marca 1990        | ISBN 4-09-122040-1 | marzec 2006      | ISBN 978-83-237-9173-7 |
| 11 | 18 maja 1990         | ISBN 4-09-122431-8 | kwiecień 2006    | ISBN 978-83-237-9174-4 |
| 12 | 18 lipca 1990        | ISBN 4-09-122432-6 | maj 2006         | ISBN 978-83-237-9175-1 |
| 13 | 17 listopada 1990    | ISBN 4-09-122433-4 | maj 2007         | ISBN 978-83-237-2908-2 |
| 14 | 18 kwietnia 1991     | ISBN 4-09-122434-2 | lipiec 2007      | ISBN 978-83-237-2909-9 |
| 15 | 18 maja 1991         | ISBN 4-09-122435-0 | wrzesień 2007    | ISBN 978-83-237-2910-5 |
| 16 | 18 lipca 1991        | ISBN 4-09-122436-9 | listopad 2007    | ISBN 978-83-237-2911-2 |
| 17 | 18 października 1991 | ISBN 4-09-122437-7 | luty 2008        | ISBN 978-83-237-2912-9 |
| 18 | 11 grudnia 1991      | ISBN 4-09-122438-5 | marzec 2008      | ISBN 978-83-237-2913-6 |
| 19 | 18 marca 1992        | ISBN 4-09-122439-3 | maj 2008         | ISBN 978-83-237-2996-9 |
| 20 | 18 czerwca 1992      | ISBN 4-09-122440-7 | lipiec 2008      | ISBN 978-83-237-2997-6 |
| 21 | 17 lipca 1992        | ISBN 4-09-123091-1 | wrzesień 2008    | ISBN 978-83-237-2429-2 |
| 22 | 18 września 1992     | ISBN 4-09-123092-X | listopad 2008    | ISBN 978-83-237-2430-8 |
| 23 | 12 grudnia 1992      | ISBN 4-09-123093-8 | luty 2009        | ISBN 978-83-237-2431-5 |
| 24 | 18 marca 1993        | ISBN 4-09-123094-6 | kwiecień 2009    | ISBN 978-83-237-2432-2 |
| 25 | 18 czerwca 1993      | ISBN 4-09-123095-4 | lipiec 2009      | ISBN 978-83-237-2587-9 |
| 26 | 18 września 1993     | ISBN 4-09-123096-2 | wrzesień 2009    | ISBN 978-83-237-2591-6 |
| 27 | 11 grudnia 1993      | ISBN 4-09-123097-0 | styczeń 2010     | ISBN 978-83-237-3626-4 |
| 28 | 18 marca 1994        | ISBN 4-09-123098-9 | czerwiec 2010    | ISBN 978-83-237-3662-2 |
| 29 | 18 czerwca 1994      | ISBN 4-09-123099-7 | —                |                        |
| 30 | 10 sierpnia 1994     | ISBN 4-09-123100-4 | —                |                        |
| 31 | 18 listopada 1994    | ISBN 4-09-123461-5 | —                |                        |
| 32 | 18 lutego 1995       | ISBN 4-09-123462-3 | —                |                        |
| 33 | 18 maja 1995         | ISBN 4-09-123463-1 | —                |                        |
| 34 | 18 lipca 1995        | ISBN 4-09-123464-X | —                |                        |
| 35 | 18 października 1995 | ISBN 4-09-123465-8 | —                |                        |
| 36 | 18 stycznia 1996     | ISBN 4-09-123466-6 | —                |                        |
| 37 | 18 kwietnia 1996     | ISBN 4-09-123467-4 | —                |                        |
| 38 | 18 maja 1996         | ISBN 4-09-123468-2 | —                |                        |

## Anime

### Pierwsza adaptacja (1989–1992)
Pierwsza seria, stworzona przez Studio Deen, była emitowana co tydzień w stacji Fuji TV od 15 kwietnia do 16 września 1989, w każdą sobotę o 19:30, zanim została anulowana po 18 odcinkach z powodu niskiej oglądalności. Po miesiącu rozpoczęła się emisja drugiej serii, zatytułowanej Ranma ½ Nettōhen (jap. らんま ⁠1/2⁠ 熱闘編), tym razem emitowanej co piątek o 17:30 i ze zmniejszonym budżetem. Seria ta była emitowana od 20 października 1989 do 25 września 1992 i liczyła 143 odcinki. W zagranicznych wydaniach obie serie traktowane są jako jedna produkcja licząca łącznie 161 odcinków.

#### Ścieżka dźwiękowa
| Odcinki        | Tytuł                                                           | Wykonawca                     | Źródło   |
| Czołówka       | Czołówka                                                        | Czołówka                      | Czołówka |
| -------------- | --------------------------------------------------------------- | ----------------------------- | -------- |
| 1–18           | „Jaja Uma ni Sasenai de” (jap. じゃじゃ馬にさせないで)          | Etsuko Nishio                 | [ 52 ]   |
| 25–31          | „Little Date” (jap. リトル★デイト)                              | Ribbon                        | [ 52 ]   |
| 42–63          | „Omoide ga ippai” (jap. 思い出がいっぱい)                       | CoCo                          | [ 52 ]   |
| 64–87          | „Zettai! Part 2” (jap. 絶対! Part 2)                            | Yoshie Hayasaka               | [ 52 ]   |
| 88–117         | „Chikyū Orchestra” (jap. 地球オーケストラ)                      | Kusu Kusu                     | [ 52 ]   |
| 118–135        | „Mō Nakanaide” (jap. もう泣かないで)                            | Azusa Senō                    | [ 52 ]   |
| 136–161        | „Love Seeker CAN’T STOP IT” (jap. ラヴ・シーカー CAN’T STOP IT) | VisioN                        | [ 52 ]   |
| Napisy końcowe |                                                                 |                               |          |
| 1–13           | „Platonic Tsuranuite” (jap. プラトニックつらぬいて)             | Kaori Sakagami                | [ 52 ]   |
| 14–18          | „Equal Romance” (jap. EQUAL ロマンス)                           | CoCo                          | [ 52 ]   |
| 19–30          | „Don’t Mind Lay-Lay Boy” (jap. ド·ン·マ·イ来々少年)             | Etsuko Nishio                 | [ 52 ]   |
| 42–56          | „Lambada☆RANMA” (jap. 乱馬ダ☆RANMA)                             | The Ranma 1/2 Operatic Troupe | [ 52 ]   |
| 57–72          | „Present” (jap. プレゼント)                                     | Tokyo Shōnen                  | [ 52 ]   |
| 73–87          | „Friends” (jap. フレンズ)                                       | YAWMIN                        | [ 52 ]   |
| 88–117         | „Hinageshi” (jap. ひなげし)                                     | Michiyo Nakajima              | [ 52 ]   |
| 118–135        | „POSITIVE”                                                      | Miho Morikawa                 | [ 52 ]   |
| 136–161        | „Niji to taiyō no oka” (jap. 虹と太陽の丘)                      | Piyo Piyo                     | [ 52 ]   |

### Filmy animowane
| Nr | Tytuł filmu | Premiera         |
| -- | --- | ---------------- |
| 1  | Chūgoku nekonron daisakusen! Okite ya buri no gekitō-hen!! (中国寝崑崙大決戦！掟やぶりの激闘篇！！)                | 2 listopada 1991 |
| 2  | Kessen tōgenkyō! Hanayome o datsuri modose!! (決戦桃源郷!花嫁を奪りもどせ!!)                                       | 1 sierpnia 1992  |
| 3  | Ranma 1/2 chō musabetsu kessen! Ranma Team VS densetsu no hōō (らんま１／２ 超無差別決戦！ 乱馬チームVS伝説の鳳凰) | 20 sierpnia 1994 |

### OVA
| Nr | Tytuł odcinka                                                                                   | Premiera             |
| -- | ----------------------------------------------------------------------------------------------- | -------------------- |
| 1  | Shampoo hyōhen! Hantenhōju no wazawai (シャンプー豹変！反転宝珠の禍)                            | 21 października 1993 |
| 2  | Tendō-ka sukuranburu kurisumasu (天道家すくらんぶるクリスマス)                                  | 17 grudnia 1993      |
| 3  | Akane VS Ranma: Okāsan no aji wa watashi ga mamoru! (あかねＶＳらんま お母さんの味は私が守る！) | 18 lutego 1994       |
| 4  | Gakuen ni fuku arashi! Adult Change Hinako-sensei (学園に吹く嵐！アダルトチェンジひな子先生)    | 21 kwietnia 1994     |
| 5  | Michi o tsugu mono: Zenpen (道を継ぐ者・前編)                                                   | 17 czerwca 1994      |
| 6  | Michi o tsugu mono: Kōhen (道を継ぐ者・後編)                                                    | 19 sierpnia 1994     |
| 7  | Yomigaeru kioku: Jōkan (よみがえる記憶・上巻)                                                   | 16 grudnia 1994      |
| 8  | Yomigaeru kioku: Gekan (よみがえる記憶・下巻)                                                   | 17 lutego 1995       |
| 9  | Ā noroi no yabu koi hora! Waga ai wa eien ni (ああ呪いの破恋洞！我が愛は永遠に)                 | 21 września 1995     |
| 10 | Jaaku no oni (邪悪の鬼)                                                                         | 17 listopada 1995    |
| 11 | Futari no Akane „Ranma, watashi o mite!” (二人のあかね『乱馬、私を見て！』)                     | 19 stycznia 1996     |
| 12 | Akumu! Shunminkō (悪夢!春眠香)                                                                  | 31 lipca 2008        |

### Remake (2024)

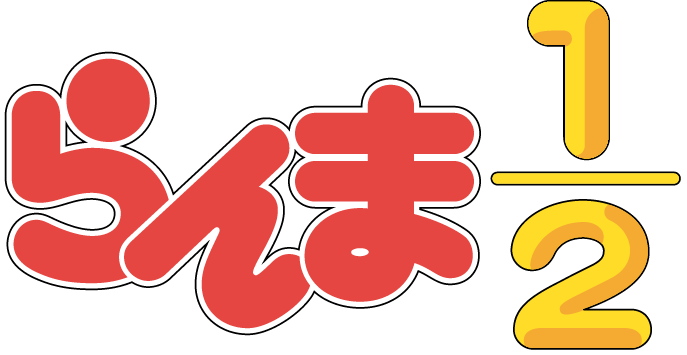
Logo remake’u

26 czerwca 2024 redakcja magazynu „Shūkan Shōnen Sunday” poinformowała, że manga otrzyma nową adaptację anime. Serial telewizyjny został wyprodukowany przez studio MAPPA i wyreżyserowany przez Kōnosuke Udę. Scenariusz napisała Kimiko Ueno, postacie zaprojektowała Hiromi Taniguchi, a muzykę skomponował Kaoru Wada. Anime emitowano od 6 października do 22 grudnia 2024 na antenie Nippon TV. Prawa do cotygodniowej dystrybucji na całym świecie, począwszy od 5 października tego samego roku, nabył Netflix. Motywem otwierającym jest „Iinazukekkyun” w wykonaniu Ano, natomiast końcowym „Anta Nante” autorstwa Ririi.
Po emisji ostatniego odcinka zapowiedziano powstanie drugiego sezonu.
W polskim tłumaczeniu zmieniono kontekst fabularny i Ranma w żeńskiej formie (w przeciwieństwie do mangi) nie uważa się za mężczyznę, tylko identyfikuje się jako kobieta i tak jest postrzegana przez jej narzeczoną, Akane, ojca oraz innych znajomych.

#### Lista odcinków
| №  | Tytuł                                                            | Reżyseria                         | Scenariusz   | Premiera             |
| -- | ---------------------------------------------------------------- | --------------------------------- | ------------ | -------------------- |
| 1  | Przyjazd Ranmy Ranma ga kita (らんまが来た)                      | Kōnosuke Uda                      | Kimiko Ueno  | 6 października 2024  |
| 2  | Nie cierpię facetów! Otoko nanka daikkirai (男なんか大っ嫌い)    | Nobuyoshi Arai                    | Kimiko Ueno  | 13 października 2024 |
| 3  | On już wybrał Sukinahito ga iru ndakara (好きな人がいるんだから) | Tadahito Matsubayashi             | Kimiko Ueno  | 20 października 2024 |
| 4  | Łowca Ranma o otte kita otoko (乱馬を追ってきた男)               | Parako Shinohara                  | Kimiko Ueno  | 27 października 2024 |
| 5  | Wcale nie jesteś urocza Kawaikunē (かわいくねえ)                 | Taro Kubo                         | Kimiko Ueno  | 3 listopada 2024     |
| 6  | Kodachi Czarna Róża Kuro bara no kodachi (黒バラの小太刀)        | Yoji Sato                         | Erika Ando   | 10 listopada 2024    |
| 7  | Ostra rywalizacja Nettō shintaisō (熱闘新体操)                   | Yasuhiro Geshi                    | Erika Ando   | 17 listopada 2024    |
| 8  | Moja mała Charlotte Aishi no Sharurotto (愛しのシャルロット)     | Nobuyoshi Arai                    | Misaki Morie | 24 listopada 2024    |
| 9  | Nigdy Cię nie puszczę Kono-te wa hanasanai (この手ははなさない)  | Parako Shinohara                  | Misaki Morie | 1 grudnia 2024       |
| 10 | Pocałunek śmierci Shinoseppun (死の接吻)                         | Tomoko Hiramuki, Yusuke Kurinishi | Misaki Morie | 8 grudnia 2024       |
| 11 | To znaczy „kocham Cię” Wǒ ài nǐ (我愛你)                         | Tokio Igarashi                    | Kimiko Ueno  | 15 grudnia 2024      |
| 12 | Urwanie głowy z Shampoo Hissatsu Jyanpū (必殺シャンプー)         | Yoji Sato                         | Kimiko Ueno  | 22 grudnia 2024      |

## Live action
We wrześniu 2011 ogłoszono powstawanie adaptacji mangi w formie 2-godzinnego odcinka telewizyjnego w formacie live action. Za scenariusz odpowiadał Yoshihiro Izumi, za reżyserię Ryō Nishimura, producentami są Harukazu Morizane i Masataka Endō. W roli Akane Tendō obsadzona została Yui Aragaki, natomiast Kento Kaku oraz Natsuna grają Ranmę Saotome. W pozostałych rolach wystąpili: Kyōko Hasegawa (Kasumi Tendō), Shosuke Tanihara (Tōfū Ono), Arata Furuta (Genma Saotome), Katsuhisa Namase (Soun Tendō), a także Kento Nagayama (Tatewaki Kunō), Maki Nishiyama (Nabiki Tendō), Yuta Kanai (Hikaru Gosunkugi) oraz Ryōsei Tayama, który został obsadzony w roli Okamady, głównego przeciwnika odcinka, który jest nową postacią, nie występującą w mandze. Odcinek miał swoją premierę 9 grudnia 2011 na kanale NTV; został także wydany 21 marca 2012 na DVD i Blu-ray. Główny motyw przewodni, zatytułowany „Chikutaku☆2Nite” (jap. チクタク☆2NITE), wykonuje grupa 9nine. Utwór ten został także wydany jako singiel 21 grudnia 2011.

## Odbiór

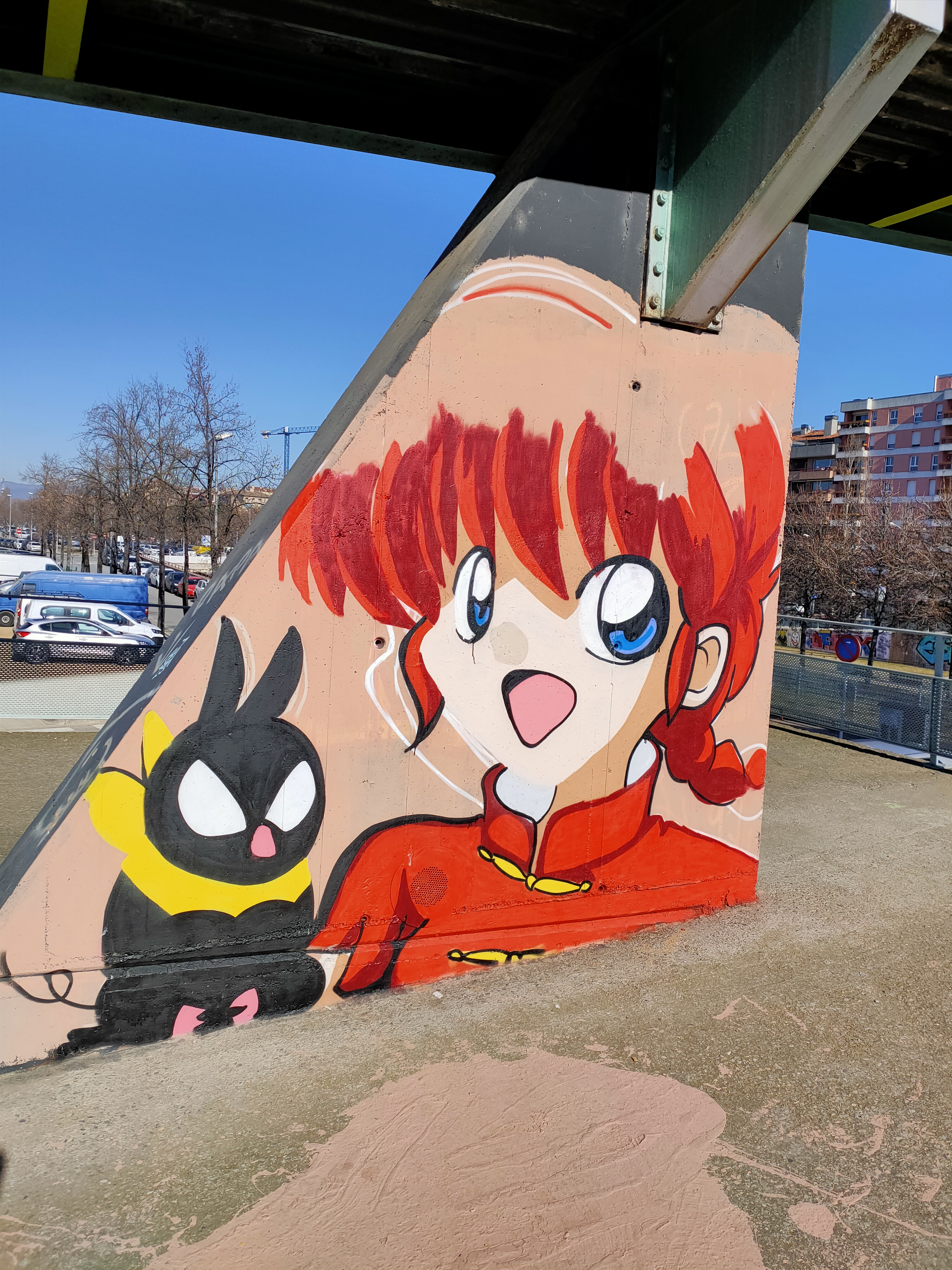
Mural w hiszpańskim mieście Vic, przedstawiający Pigusia i Ranmę w żeńskiej formie

W listopadzie 2006 podano do wiadomości, że manga Ranma ½ sprzedała się w Japonii w ponad 49 milionach egzemplarzy. Do listopada 2011 wydawnictwo Shōgakukan wydrukowało 53 miliony egzemplarzy mangi, a do kwietnia 2021 liczba ta wzrosła do 55 milionów.
W 2011 roku adaptacja anime zajęła 17. miejsce na liście 50 najlepszych anime według redakcji magazynu Anime Insider, chociaż lista była ograniczona jedynie do serii wydanych w Ameryce Północnej. Produkcja zajęła także 36. miejsce na liście 100 ulubionych animowanych seriali telewizyjnych w Japonii, przygotowanej przez TV Asahi w 2006 roku na podstawie ankiety internetowej przeprowadzonej wśród Japończyków, awansując z 45. miejsca w porównaniu z listą z poprzedniego roku. W listopadzie 2006 New York Comic Con ogłosiło, że będzie gospodarzem pierwszej edycji rozdania nagród American Anime Awards. Fani mieli szansę zagłosować na swoje ulubione anime online w styczniu 2007, natomiast 5 lutego ogłoszono pięciu nominowanych, którzy otrzymali najwięcej głosów w każdej kategorii. Spośród 12 różnych kategorii, Ranma ½ zwyciężyła w kategorii „Najlepsza komedia anime”, a OVA w kategorii „Najlepsza seria krótkometrażowa”. W ankiecie, przeprowadzonej w 2019 roku przez NHK, w której wzięło udział 210 061 osób, Ranma ½ i Ranma ½ Nettōhen zostały uznane za drugie najlepsze animowane dzieło Takahashi. Shampoo i Ranma zajęli odpowiednio czwarte i piąte miejsce w kategorii postaci.
Chociaż Lum z pierwszej serii Takahashi, Urusei Yatsura, jest często wymieniana jako pierwsza postać tsundere w mandze i anime, Theron Martin z Anime News Network stwierdził, że Akane Tendo z Ranmy ½ bliżej odpowiada temu, jak później zazwyczaj były one przedstawiane w pierwszej dekadzie XXI wieku. Zasugerował również, że można argumentować, że Ranma jest wczesnym przykładem serii z gatunku harem lub odwrócony harem, ponieważ główna postać przyciąga zalotników obu płci. Publikacja serii w Ameryce Północnej również odniosła duży sukces, będąc dla wielu Amerykanów pierwszym kontaktem z mangą, a jej adaptacja anime jednym z pierwszych japońskich seriali animowanych, które zdobyły popularność w USA. W przeglądzie serii Jason Thompson nazwał Ranmę ½ bezpośrednim przodkiem wszystkich komediowych mang akcji, takich jak Sumomomo Momomo: Chijō saikyō no yome i Shijō saikyō no deshi Ken’ichi, choć zauważył, że nie była ona pierwsza, a jedynie obejmowała okres, w którym sprzedaż mangi i anime była u szczytu. Odnosząc się do innych dzieł Takahashi, podsumował serię w następujący sposób: „Na początku walki są ograniczone do minimum i jest to prawie półpoważna komedia miłosna, jak Maison Ikkoku; potem staje się całkowicie absurdalna; a w punkcie kulminacyjnym, kiedy Ranma walczy ze złymi ptako-ludźmi z Góry Feniksa w nadmiernie długiej i mało zabawnej scenie walki, jest to niczym rozgrzewka przed Inuyashą”. Recenzując ostatni tom mangi, Carlo Santos z Anime News Network zauważył, że „każdy aspekt umiejętności narracyjnych Rumiko Takahashi znajduje tutaj swoje miejsce: komedia, romans i introspekcja, a także oczywiście ambitne fantasty akcji o sztukach walki”. Wspomniał jednak, że niektóre sceny akcji były trudne do śledzenia, zauważając że odbicie lustrzane do formatu od lewej do prawej spowodowało błędy w rysunkach. 

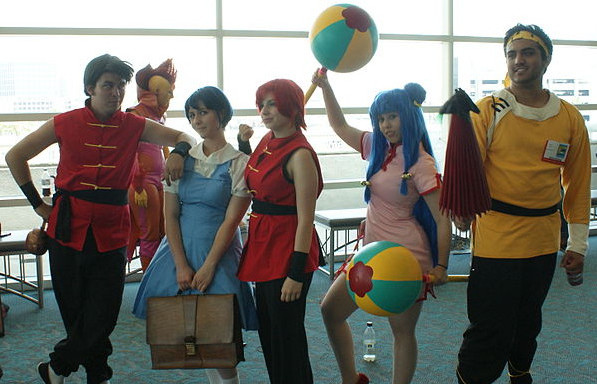
Cosplayerzy postaci z serii

W swojej recenzji piątego sezonu w wersji na DVD wydanego przez Viz Media, Bamboo Dong z Anime News Network pochwalił występ japońskiej obsady i animację, ale skrytykował niewielkie zmiany w scenariuszu angielskiej wersji i pomniejszych aktorów głosowych, chwaląc jednocześnie główną obsadę. Zauważył również, że chociaż Ranma ½ jest klasykiem, po stu odcinkach te same żarty po prostu nie są już zabawne. Raphael See z THEM Anime Reviews nazwał serial telewizyjny i OVA jedną z najzabawniejszych rzeczy, jakie kiedykolwiek widział, niezależnie od tego, czy to anime, czy nie, a także pochwalił angielski dubbing jako jeden z najlepszych. Był jednak znacznie bardziej krytyczny wobec pierwszych dwóch filmów, szczególnie ze względu na to, że w obu wykorzystano tę samą fabułę damy w opałach. Mike Toole z Anime News Network umieścił Chūgoku nekonron daisakusen! Okite ya buri no gekitō-hen!! na 83. miejscu listy pozostałych 100 najlepszych filmów anime wszech czasów, rankingu „mniej znanych i mniej lubianych klasyków”, nazywając ją „solidną komedią akcji i dobrym, wszechstronnym przykładem uroku Ranmy ½”.